# Temenis columbiana
Temenis columbiana är en fjärilsart som beskrevs av Hans Fruhstorfer 1907. Temenis columbiana ingår i släktet Temenis och familjen praktfjärilar. Inga underarter finns listade i Catalogue of Life.